# Unsere Bayerischen Bauern
Unsere Bayerischen Bauern e. V. (UBB) ist ein Verein mit Sitz in München, dem über 50 landwirtschaftliche Organisationen und Unternehmen der Branche angehören und der etwa sechs hauptamtliche Mitarbeiter (einschließlich des Dienstleistungsunternehmens SaltWorks GmbH) hat. Er vertritt rund 100.000 bayerische Landwirte.

## Geschichte
Der Verein Unsere Bayerischen Bauern wurde im April 2016 auf Initiative des Bayerischen Bauernverbandes (BBV), der Ringgemeinschaft Bayern und weiteren Organisationen gegründet. Hinter der Initiative steht eine Interessengemeinschaft land- und forstwirtschaftlicher Organisationen aus allen Bereichen der bayerischen Land- und Forstwirtschaft sowie Fischerei.
Bei der Eröffnungsfeier des 126. Zentral-Landwirtschaftsfestes (ZLF) wurden der Verein und die Kampagne „Für alle nah – Unsere Bayerischen Bauern“ erstmals öffentlich präsentiert.

## Ziele und Tätigkeiten
Ziel des Vereins ist es ein Bewusstsein für die große Vielfalt und Qualität der regionalen Erzeugung bei den Verbrauchern zu schaffen und die Bedeutung der Landwirtschaft für die bayerische Wirtschaft und Kulturlandschaft darzustellen. Damit soll auch die mediale Sichtbarkeit der bayerischen Landwirtschaft als Ganzes zu verbessert werden.
Dies geschieht mit Information über spannende Fakten über die Landwirtschaft mit Erklär-, Fakten- und Porträtfilmen. Dabei ist eine digitale Rezeptdatenbank entstanden, die ständig wächst. Über Newsletter werden die Verbraucher regelmäßig informiert. Die Rentenbank unterstützt dabei diese Aktivitäten.

## Preise und Auszeichnungen
• German Brand Award 2022: Auszeichnung für exzellente Markenführung

## Mitglieder und Unterstützer
Mitglieder sind (Stand Februar 2023):
- Bayerischer Bauernverband
- Bayerischer Milchförderungsfonds
- Blauer Gockel
- LKV Bayern
- Bayerisches Zentrallandwirtschaftsfest
- Landesverband der Bayerischen Geflügelwirtschaft e. V.
- Landesfischereiverband Bayern
- Landesverband Bayerischer Imker e.V.
- BayWa AG
- Landwirtschaftliche Qualitätssicherung Bayern GmbH
- Kuratorium Bayerischer Maschinen- und Betriebshilfsringe e. V.
- Bayerischer Waldbesitzerverband e. V.
- Fachverband Biogas e. V.
- VVG Nordbayern eG
- Almwirtschaftlicher Verein Oberbayern
- Bayerische Jungbauernschaft
- Landeskuratorium der Erzeugerringe für tierische Veredelung in Bayern e. V. (LKV)
- vbw – Vereinigung der Bayerischen Wirtschaft e. V.
- Landwirtschaftlicher Buchführungsdienst (LBD GmbH)
- Familienbetriebe Land und Forst in Bayern
- Verband Bayerischer Zuckerrübenanbauer e. V.
- Hopfenverwertungsgesellschaft HVG e. V.
- Deutscher Landwirtschaftsverlag
- IG Lernort Bauernhof
- Bayerische Hotel- und Gaststättenverband DEHOGA Bayern e.V.
- BBV Service Versicherungen
- BBV Steuerberatung für Land- und Forstwirtschaft
- C.A.R.M.E.N.
- UEG – eine starke Gemeinschaft
- MJB – Mangfalltaler Jungbullen eG
- VlF
- Topsaaten
- Landesverband Bayerischer Rinderzüchter e.V.
- Bayerische Staatsforsten
- Steigerwälder Bauernschwein
- Knoblauchsland eG
- Ring Gemeinschaft
- HVG
- Bayerische Kartoffel
- Bayernhof
- GEO Bayern
- Landhandelsverband Bayern e.V.
- Oberbayern Schwaben eG
- Viehhandel Meidert
- Einkaufen auf dem Bauernhof
- LBW
- Bayerischer Christbaum
- Erzeugergemeinschaft Miesbach w.V.
- Erzeugergemeinschaft für Schlachtvieh Traunstein w.V.
- Halsbacher Qualitätsfleisch
- Michael Hagl Viehhaltung
- NVG bovex GmbH
- ESO – Erzeugergemeinschaft für Schlachtvieh Oberpfalz w.V.
- Erzeugergemeinschaft Südbayern

Kooperationspartner sind (Stand Februar 2023):
- Franken – Wein mit Charakter
- VMB – Verband der Milcherzeugnisse Bayern e.V.

Dazu kommen noch mehr als 171 namentlich genannte Unterstützer.